# Paisy-Cosdon
Paisy-Cosdon is een gemeente in het Franse departement Aube (regio Grand Est) en telt 280 inwoners (2004). De plaats maakt deel uit van het arrondissement Troyes.

## Geografie
De oppervlakte van Paisy-Cosdon bedraagt 17,6 km², de bevolkingsdichtheid is 15,9 inwoners per km².
De onderstaande kaart toont de ligging van Paisy-Cosdon met de belangrijkste infrastructuur en aangrenzende gemeenten.

## Demografie
Onderstaande figuur toont het verloop van het inwonertal (bron: INSEE-tellingen).

Vanwege een beveiligingsprobleem met de MediaWiki Graph-software is het momenteel niet mogelijk deze grafiek weer te geven. Zodra de software is bijgewerkt zal de grafiek vanzelf weer zichtbaar worden.